# Pleurocytospora vestita
Pleurocytospora vestita är en svampart som beskrevs av Petr. 1923. Pleurocytospora vestita ingår i släktet Pleurocytospora och familjen Thyridiaceae.   Inga underarter finns listade i Catalogue of Life.